# Sugita Teiichi

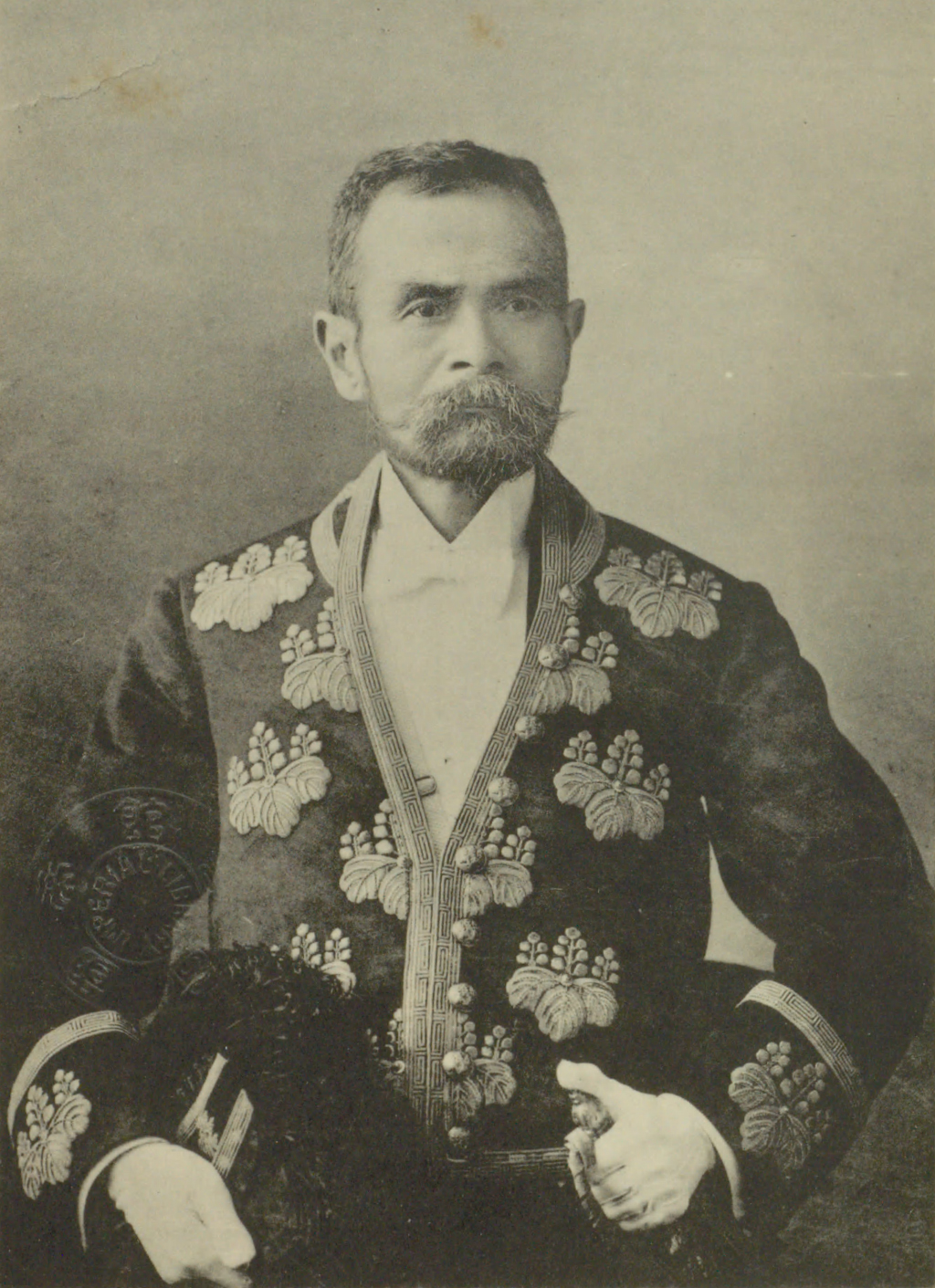
Sugita Teiichi

Sugita Teiichi (japanisch 定一 杉田; * 30. Juni 1851 in Echizen, heute: Präfektur Fukui; † 23. März 1929 in Tokio) war ein japanischer Regierungsbeamter und Politiker, der unter anderem 1898 Leiter der „Hokkaidō-Behörde“ sowie von 1906 bis 1908 Präsident des Shūgiin war.

## Leben
Sugita Teiichi, Sohn des wohlhabenden Bauern Sugita Senjuro, ging 1875 nach Tokio. Er arbeitete dort als Zeitungsjournalist und wurde wegen seiner Regierungskritik mehrfach inhaftiert. Gemeinsam mit Itagaki Taisuke engagierte er sich in der Bewegung für Freiheit und Bürgerrechte (Jiyū Minken Undō) und gehörte mit diesem am 18. Oktober 1881 zu den Gründern der Liberalen Partei (Jiyūtō). Er führte eine Petitionskampagne für die Eröffnung eines nationalen Parlaments sowie den Kampf gegen die Grundsteuerreform in seiner Heimatpräfektur Fukui. Nach Auflösung der Liberalen Partei ging er 1884 nach Europa und Amerika und engagierte sich in Shanghai im Toyo Gakkan, dem Schulsystem der dortigen japanischen Gemeinschaft. Nach seiner Rückkehr trat er der Bewegung der Großen Einheit (Daidō danketsu undō) um Gotō Shōjirō bei und war von 1889 bis 1890 Sprecher der Präfekturversammlung von Fukui. Bei den ersten Parlamentswahlen 1890 wurde er zum Mitglied des Repräsentantenhauses (Shūgiin gichō), des Unterhauses des Reichstages (Teikoku-gikai), gewählt und gehörte diesem nach acht Wiederwahlen bis 1908 an.
Als Nachfolger von Yasuba Yasukazu war Sugita vom 16. Juli 1898 bis zu seiner Ablösung durch Sonoda Yasukata am 12. November 1898 als Leiter der „Hokkaidō-Behörde“ de Facto Gouverneur von Hokkaidō. Er spielte eine wichtige Rolle als einer der führenden Parlamentspolitiker und schloss sich den 1900 gegründeten Freunden der verfassungsmäßigen Regierung (Rikken Seiyūkai) an, der bis 1940 führenden politischen Partei, und war zeitweise deren Generalsekretär. Als Nachfolger von Motoda Hajime war er vom 9. Mai bis zum 11. Dezember 1903 stellvertretender Sprecher des Repräsentantenhauses und wurde in dieser Funktion von Minoura Katsundo abgelöst. In seiner letzten Legislaturperiode wurde er schließlich am 7. Januar 1906 als Nachfolger von Matsuda Masahisa selbst Präsident des Shūgiin und bekleidete das Amt des Parlamentspräsidenten bis zum 26. März 1908, woraufhin Haseba Sumitaka am 25. Dezember 1908 neuer Sprecher des Repräsentantenhauses wurde. Zuletzt wurde er 1912 zum Mitglied des Herrenhauses (Kizokuin), des Oberhauses des Reichstages, ernannt.